# Tú eres Alemania
"Tú eres Alemania" (en alemán:"Du bist Deutschland") es una campaña de marketing social desarrollada por la agencia de anuncios Jung von Matt en Alemania que pretende crear un sentimiento nacional más fuerte y una manera de pensar más positiva. La campaña nació de la "Iniciativa para Innovación" (Initiative Partner für Innovation), una idea de 25 compañías de medios y de la gran firma Bertelsmann. El movimiento generó polémica, especialmente en la blogosfera alemana, tanto que por varias semanas "Du bist Deutschland" fue el término más buscado en Technorati. Se acordó una continuación de la campaña en julio de 2007, la cual empezó el 15 de diciembre bajo el tema "Alemania amable con los niños" (Kinderfreundliches Deutschland).

## Datos generales
Su creador fue Gunter Thielen, director de la Bertelsmann AG. La primera fase de la campaña se desarrolló entre el 26 de septiembre de 2005 y el 31 de enero de 2006 y se calcula que se gastaron unos €30 millones en publicidad, lo que económicamente la hace la mayor campaña de anuncios sin ánimo de lucro en la historia de Alemania, para letreros, comerciales de televisión (de dos minutos de duración), radio, periódicos, sitios web, etc.
Los anuncios consistían en fotos de alemanes destacados como el físico Albert Einstein, el compositor Ludwig van Beethoven, la patinadora Katarina Witt, el boxeador Max Schmeling, entre otras personas famosas, también inmigrantes africanos, asiáticos y un feto humano; todos con el mismo mensaje básico de "Du bist _____" acompañado por un párrafo corto que termina con "Du bist Deutschland!". En el anuncio con la foto de Albert Einstein, por ejemplo, dice "Du bist Albert Einstein" ("Tú eres Albert Einstein"). La música de los anuncios de la campaña fue realizada por el compositor americano Alan Silvestri, conocido por la película Forrest Gump (1994).

## Críticas
Pronto, usuarios del Internet que vieron los anuncios como ridículos y de mal gusto publicaron parodias de la campaña, especialmente en sus blogs. Entre lo más controvertido y extensamente discutido fue que se descubrió que Adolf Hitler había usado estas mismas palabras en su propaganda. En respuesta a esta reacción, Jean-Remy von Matt, un ejecutivo de Jung von Matt, escribió un correo electrónico a uno de sus colegas empleados que, de alguna manera, llegó a publicarse en el Internet. En este correo, Jean-Remy criticó a los escritores de los blogs, cuestionando el derecho de cualquiera que tiene acceso a una computadora a soltar sus opiniones personales, dijo que los blogs son las "paredes del baño del Internet" (refiriéndose a que en las paredes del baño muchas veces se suele hacer grafiti sin sentido), y que esto podría demostrarse buscando "Du bist Deutschland" en Technorati.com, lo que explica el número elevado de búsquedas de este término. 
Dándose cuenta de su error estratégico, escribió un correo de disculpa, aunque no tuvo mucho efecto positivo.